# Error in Evolution
Error In Evolution är det svenska metalbandet One Man Army and the Undead Quartets andra album, utgivet i mars 2007 på skivbolaget Nuclear Blast.

## Låtlista
1. "Mine for the Taking" (Mikael Lagerblad, Johan Lindstrand) - 3:52
2. "Knights in Satan's Service" (Mikael Lagerblad, Johan Lindstrand) - 3:13
3. "Such a Sick Boy" (Johan Lindstrand) - 3:59
4. "The Supreme Butcher" (Mikael Lagerblad, Johan Lindstrand) - 2:56
5. "The Sun Never Shines" (Mikael Lagerblad, Johan Lindstrand) - 4:02
6. "See Them Burn" (Pekka Kiviaho, Johan Lindstrand) - 5:09
7. "Nightmare in Ashes and Blood" (Johan Lindstrand) - 4:52
8. "He's Back (The Man Behind the Mask)" (Alice Cooper/Tom Kelly/Kane Roberts) - 3:45
9. "Heaven Knows No Pain" (Pekka Kiviah, Johan Lindstrand) - 4:44
10. "Hail the King" (Pekka Kiviah, Johan Lindstrand) - 3:15